# 揚·茹弗爾
揚·茹弗爾（法語：Yann Jouffre，法語發音：[jan ʒufʁ]，1984年7月23日—）是法國的職業足球運動員，司職中場，現效力於法國足球甲級聯賽中的梅斯。

## 球會生涯

### 尼姆
2002年1月23日，茹弗爾首次替尼姆上場，在對伊斯特時替補克里斯托弗·凡·勒瑟爾上場，該場尼姆與伊斯特以0-0打平。在第9次上場時，茹弗爾首次得分，但是尼姆卻以1-3輸給史特拉斯堡。茹弗爾在第二個賽季有所突破，總計共出賽32次，進4球，而這樣的成績也讓他在2003年夏天獲得轉會至法甲球會甘岡的機會。

### 甘岡
茹弗爾在甘岡初期極力爭取出賽機會，在出賽6場當中，他共運球茹100分鐘。在2003–04賽季後，甘岡被降級至法乙，然而茹弗爾漸漸成為球隊主力，整個賽季茹弗爾供出場26次。在2005–06與2006–07兩法乙賽季，茹弗爾分別出賽32與35場，進4與5球，漸漸證明自己的能力。

### 洛里昂
2008年1月，在替甘岡出賽116場後，茹弗爾轉會至法甲的洛里昂。他在洛里昂建造成功的影響，茹每場比賽都能在場上待22-38回。在2009年7月時，茹弗爾因傷而較少出賽，在2009–10賽季僅出賽8場。2010–11賽季，茹弗爾表現不佳，在出賽13次的狀況下僅進1球。2011–12賽季，茹弗爾表現漸漸回穩，他在右路頻頻為洛里昂建功，總計他在賽季出賽30場，7助攻，進3球。在2012–13賽季期間，茹弗爾表現與前一賽季同樣好，在上半季他在右翼鋒總共有4次進球，6助攻，下半季後他的位置改為前鋒後方的中間位置。2013–14賽季期間，茹弗爾總共進6球，7助攻，這是他生涯中於法甲最佳的成績。

### 梅斯
2016年6月11日，在洛里昂8個賽季後，茹弗爾宣布轉會至法甲球會梅斯。

## 外部連結
- Profile （页面存档备份，存于） at L'Equipe.fr （法文）